# Неандертальський музей
Неандертальський музей (нім. Neanderthal Museum) — музей у долині Неандерталь (Німеччина), присвячений викопним решткам неандертальця і культурі неандертальців у цілому. Розташований у долині річки Дюссель, між містами Еркрат і Меттман (адміністративний округ Дюссельдорф). У музеї представлено експонати древньої історії людини, передусім, предмети з життя неандертальців.

## Музей
Музей засновано в 1996 р. за проектом архітекторів Гюнтера Цампа Кельпа (нім. Günter Zamp Kelp), Юліуса Крауса і Арно Брандльхюбера (нім. Arno Brandlhuber). Фінансується благодійним «Товариством неандертальця» (нім. Neanderthaler - Gesellschaft e.V.). Щорічно музей відвідують близько 165 тис. чоловік.
Музейна територія включає два піші маршрути. Перший довжиною 500 м веде до місця знахідки кісток неандертальця в 1856 р. Гора, в якій безпосередньо розташовувалася печера Фельдгоф, була зруйнована в результаті здобичі вапняку. На місці знахідки підготовлена інсталяція, присвячена історії печери і екологічній ніші, яку займав неандерталець.
Другий маршрут, протяжністю близько 8 км, прокладений по природному парку «Заповідник льодовикового періоду» (нім. Eiszeitliche Wildgehege Neandertal). У парку можна ознайомитися з європейською фауною льодовикового періоду (тарпанами, зубрами і т. д.)
Основна експозиція є спіральним залом, експонати якого знайомлять відвідувачів з еволюцією людства і місцем неандертальця в родоводі роду Homo.
У майстерні кам'яного століття, що належить музею (нім. Steinzeitwerkstatt), організовуються археотехнічні заняття з виготовлення кам'яних знарядь і антропологічні майстер-класи, на яких учасники працюють зі зліпками сучасних людських і викопних кісток. У музеї є сувенірний магазин і кафе.

## Ресурси Інтернету
- Офіційний сайт «Музею неандертальця» (нім.)
- Вікісховище має мультимедійні дані за темою: Неандертальський музей
- Сторінка «Майстерні кам'яного століття» (нім.)
- Сторінка «Музею неандертальця» в мережі facebook.com